# علی الزبیدی (بازیکن فوتبال، زاده ۱۹۸۶)
علی الزبیدی (عربی: علي الزبيدي؛ زادهٔ ۱۷ دسامبر ۱۹۸۶) یک ورزشکار اهل عربستان سعودی است.